# Жёсткая краска
Жесткая краска (порт. Tinta Bruta) — бразильский драматический фильм 2018 года, поставленный режиссерами Марсио Реолоном и Филипе Матцембахером. Мировая премьера ленты состоялась 18 февраля 2018 года на 68-м Берлинском международном кинофестивале, где она участвовала в программе «Панорама» и получила премию «Тедди» за лучший фильм ЛГБТ-тематики.

## Сюжет
Педро зарабатывает на жизнь в видеочатах. Разрешение изображения может быть не идеальной, но когда Педро превращается перед веб-камерой на «Неонового мальчика», он достигает желаемого эффекта. Парень медленно погружает пальцы в горшки с неоновыми красками разных цветов, а потом размазывает краску на голом теле. В темноте «Неоновый мальчик» начинает светиться, удовлетворяет пожелания разных пользователей, и выбирает лишь одного, с кем встретится в чате за деньги…
Ситуация меняется, когда сестра и единственный друг Педро Луиза покидает дом, где они жили вместе, и переезжает жить в другую страну. Парень замечает, что кто-то имитирует его представления. Он назначает дату встречи со своим таинственным конкурентом. Это свидание будет иметь далеко идущие последствия для обоих.